# Lasiobelba insignis
Lasiobelba insignis är en kvalsterart som beskrevs av Balogh 1970. Lasiobelba insignis ingår i släktet Lasiobelba och familjen Oppiidae. Inga underarter finns listade i Catalogue of Life.